# Philippine-Élisabeth d'Orléans
 (décembre 2024).
Si vous disposez d'ouvrages ou d'articles de référence ou si vous connaissez des sites web de qualité traitant du thème abordé ici, merci de compléter l'article en donnant les références utiles à sa vérifiabilité et en les liant à la section « Notes et références ».
Philippine-Élisabeth-Charlotte d'Orléans, dite Mademoiselle de Beaujolais, est née au château de Versailles le 18 décembre 1714 puis est morte au château de Bagnolet le 21 mai 1734. Fille de Philippe d'Orléans, régent, et de Françoise-Marie de Bourbon, fille légitimée du roi Louis XIV, elle est princesse du sang. Elle est un temps fiancée à Charles III d'Espagne mais l'union ne se concrétisa pas.

## Biographie

### Enfance
Philippine-Élisabeth-Charlotte d'Orléans est la cinquième fille issue du mariage de ses parents. Née au château de Versailles le 18 décembre 1714, elle est la fille de Philippe d'Orléans, régent, et de Françoise-Marie de Bourbon, fille légitimée du roi Louis XIV et de Madame de Montespan. Elle recevra le titre de « Mademoiselle de Beaujolais » à la naissance. Élevée au couvent avec sa sœur cadette Louise-Diane d'Orléans, elle grandit durant la Régence où son père gouvernait.
Elle reçoit les prénoms de ses grands-parents paternels : Philippe d'Orléans et son épouse Élisabeth-Charlotte de Bavière. Cette dernière était très attachée à la jeune fille et venait souvent lui rendre visite au Palais-Royal. Sa grand-mère maternelle, la marquise de Montespan, était décédée sept ans avant sa naissance.

### Mariage
Depuis 1715, le père de Philippine-Élisabeth était régent du royaume, le jeune Louis XV n'étant âgé que de cinq ans à la mort du roi Louis XIV. En 1718 éclate la guerre de la Quadruple-Alliance entre la France et l'Espagne. En 1720, Philippe V souhaite faire la paix et propose alors un triple mariage : Marie-Anne-Victoire d'Espagne, fille de trois ans, épouserait Louis XV et ses fils Louis et Charles épouseraient deux des filles du Régent. Philippine-Élisabeth était alors promise à Charles.
On s'attendait à ce que ce futur époux devienne souverain de Toscane puisque son frère Louis était désigné comme l'héritier du trône d'Espagne. La dot, tout comme celle de sa sœur aînée Louise-Élisabeth d'Orléans s'élève à quatre-cent-mille écus donnés par le roi de France, quarante-mille par le Régent et cinquante-mille donnés sous forme de bijoux par le roi d'Espagne. De nombreux cadeaux furent également offerts par le roi de France. Le Régent et le duc de Chartres l'accompagnèrent jusqu'à Bourg-la-Reine, comme ils l'avaient fait avec Louise-Élisabeth un an auparavant. Elle fut également escortée par son demi-frère Jean-Philippe d'Orléans.

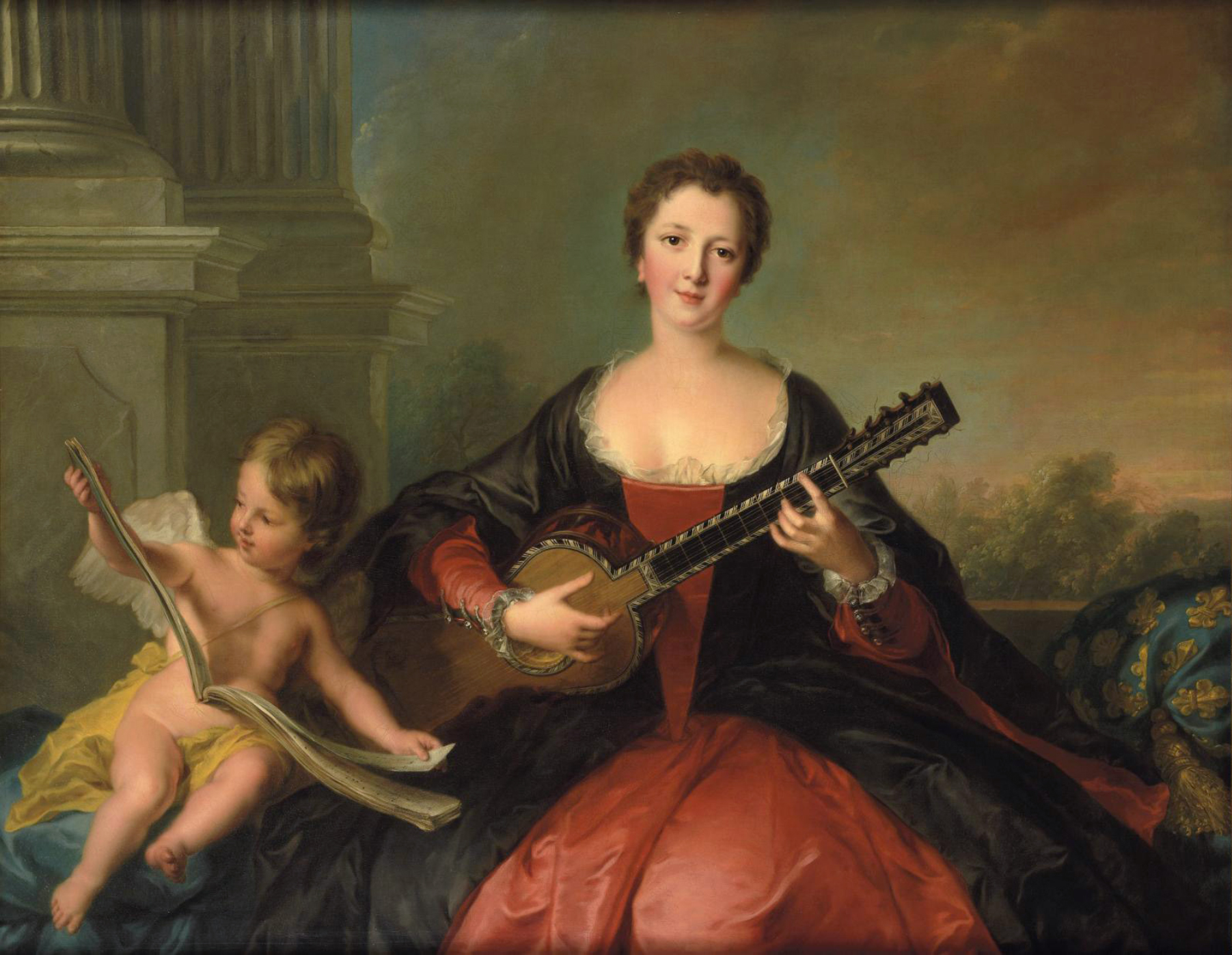
Philippine-Élisabeth Charlotte, dite Mademoiselle de Beaujolais par Jean-Marc Nattier, XVIII^{e} siècle.

Elle arriva à Buitrago del Lozoya, à une journée de Madrid. C'est là qu'elle rencontra famille royale, dont le roi Philippe V, la reine Élisabeth Farnèse, sa sœur Louise-Élisabeth, le prince des Asturies et son futur époux. Sa relation avec sa sœur, qui n'avait jamais été bonne, était devenue plus un peu amère car la jeune Philippine-Élisabeth avait attiré toute l'attention de la cour espagnole pour sa beauté et son intelligence, ce qui n'était pas arrivé à Louise-Élisabeth lors de son arrivée. Ses fiançailles avec l'infant Charles furent rompues et elle fut rappelée en France en 1728.
Le départ de Philippine-Élisabeth est perçu comme désolant, au contraire de de sa sœur aînée qui ne fut jamais appréciée à la cour. La reine douairière et Mademoiselle de Beaujolais arrivèrent à la frontière au pied des Pyrénées, à Saint-Jean-Pied-de-Port. Elles ne purent rentrer dans la ville de Bayonne car leur cousin, Louis-Henri de Bourbon-Condé, n'avait pas envoyé d'ordres pour qu'elles disposent d'un logement. Leur mère fut alors obligée de leur préparer deux appartements dans le château de Vincennes où les deux princesses arrivèrent enfin au mois de juin.

### Décès

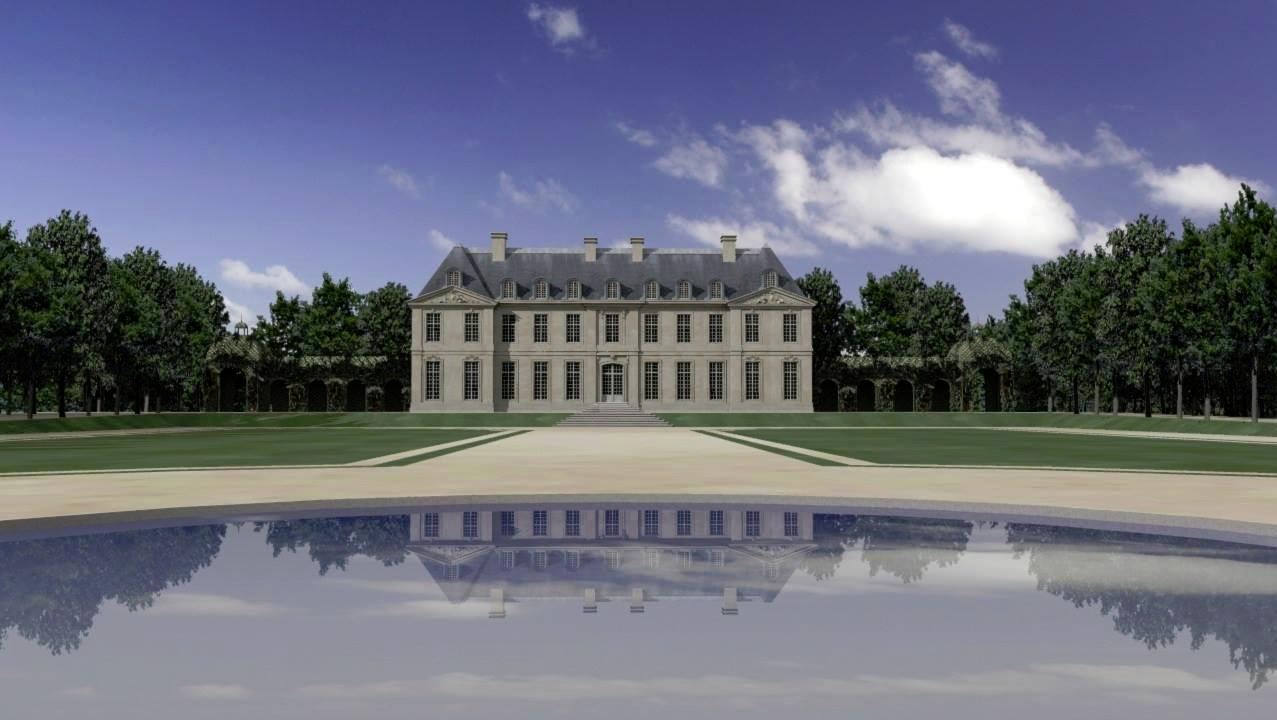
Restitution 3D du château de Bagnolet par Franck Devedjian, 2014.

Philippine-Élisabeth écoula des jours heureux au château de Bagnolet, la résidence préférée de sa mère. Elle y mourra atteinte par la variole, âgée de seulement dix-neuf ans. Lors de sa mort, un écrivain français, Mathieu Marais, écrira dans sa correspondance avec le président Jean Bouhier : 

« Tout le monde est en larmes, et moi aussi ; c'était une charmante princesse. »

La princesse sera enterrée en l'abbaye du Val-de-Grâce au lendemain de son décès. Sa sœur, la reine douairière d'Espagne, mourra elle aussi dans l'oubli, âgée de seulement trente-deux ans.

## Titulature
- 18 décembre 1714 - 21 mai 1734 : Son Altesse Sérénissime Mademoiselle de Beaujolais, princesse du sang de France.